# Бобровичский сельсовет
Бобровичский сельсовет (белор. Багданаўскі сельсавет) — упразднённая административная единица на территории Воложинского района Минской области Республики Беларусь.

## История
18 декабря 2009 года Бобровичский сельсовет упразднён. Населённые пункты включены в состав Воложинского сельсовета.

## Состав
Бобровичский сельсовет включал 23 населённых пункта:
- Баньково — деревня.
- Бобровичи — агрогородок.
- Борки — деревня.
- Бурнейки — деревня.
- Ведерники — деревня.
- Голубы — деревня.
- Довбени — деревня.
- Капустино — деревня.
- Носовичи — деревня.
- Первомайский — посёлок.
- Пешкуры — деревня.
- Поликщина — деревня.
- Поморщина — деревня.
- Приборные — деревня.
- Прудники — деревня.
- Солоная — деревня.
- Яцково-Замостные — деревня.
- Яцково-Кончане — деревня.
- Яцково-Корчемные — деревня.
- Яцково-Млыновые — деревня.
- Яцково-Пески — деревня.
- Яцково-Подрезье — деревня.
- Яшковичи — деревня.